# Australentulus dauphinensis
Australentulus dauphinensis – gatunek pierwogonka z rzędu Acerentomata i rodziny Acerentomidae.

## Taksonomia
Gatunek opisany został w 1978 przez Josefa Nosek, a jego nazwa nawiązuje do Fort Dauphin -dawnej nazwy miasta Tôlanaro, w którego regionie został odłowiony holotyp.

## Występowanie
Gatunek ten jest endemitem Madagaskaru, znanym wyłącznie z północnego masywu gór Chaines Anosyennes w południowo-wschodniej części wyspy.